# Liste der Baudenkmäler in Haßfurt
Auf dieser Seite sind die Baudenkmäler in der unterfränkischen Stadt Haßfurt zusammengestellt. Diese Tabelle ist eine Teilliste der Liste der Baudenkmäler in Bayern. Grundlage ist die Bayerische Denkmalliste, die auf Basis des Bayerischen Denkmalschutzgesetzes vom 1. Oktober 1973 erstmals erstellt wurde und seither durch das Bayerische Landesamt für Denkmalpflege geführt wird. Die folgenden Angaben ersetzen nicht die rechtsverbindliche Auskunft der Denkmalschutzbehörde.

## Ensembles

### Ensemble Altstadt Haßfurt mit Oberer Vorstadt
Im flachen Maintal, auf einer Bodenschwelle am Zusammenfluss von Nassach und Main gelegen, gehört die Furtsiedlung Haßfurt zu den ältesten des Haßgaues. Die in ihrer Anlage heute noch mittelalterlich geprägte Stadt entstand als eine planmäßige Neugründung des 13. Jahrhunderts, die sich westlich an den ältesten Siedlungskern, die Obere Vorstadt, anschloss: Hier war der Burg benachbart eine Fischersiedlung entstanden. Die Altstadt ist eine gitterförmige Anlage, ehemals von einem nahezu rechteckigen Bering umgeben, der bereits im 14. Jahrhundert bestand und im 15./16. Jahrhundert wesentlich ausgebaut worden war. Die Stadt wird parallel zum Main in der Längsrichtung von der alten Verbindungsstraße Schweinfurt-Bamberg durchschnitten. An der Nordseite öffnet sich der Marktplatz, der nicht nur in seiner zentralen Lage, sondern auch in seiner Begrenzung durch die Stadtpfarrkirche und das Alte Rathaus hervorgehoben ist; jedoch liegen alle repräsentativen Bürgerhäuser an der Hauptstraße. Nach Süden, gegenüber dem Rathaus, führt die Brückenstraße zur Mainbrücke, wodurch die Stadt in fast regelmäßige Viertel geteilt wird. Jedoch war die Verbindung über den Main ehemals nicht so zentral orientiert, da sie über die enge Alte Brückenstraße durch das heute noch bestehende Maintor zur abgegangenen Mainbrücke führte. Die Hauptstraße, ehemals Steinweg, der schon 1585 gepflastert war, wird im Westen vom Würzburger Tor und im Osten durch die Hausgruppe um das Bamberger Tor mit der ehemaligen fürstbischöflichen Zehntscheune begrenzt. Das gut erhaltene Straßenbild wird überwiegend von zweigeschossigen Traufseithäusern (Ackerbürgerhäusern) geschaffen; die östliche Hälfte der Straße ist zudem durch eine repräsentativere bürgerliche Bebauung ausgezeichnet, maßgeblich Fachwerkhäuser des 16.–18. Jahrhunderts; nach Westen, dem Würzburger Tor zu, bestimmen hauptsächlich schlicht barocke oder klassizisierende Putzbauten das Bild. Die Hausgruppe Hauptstraße 23, 25, 27 und ehemalige 31 (jetzt 33 zugehörig) zeigt eine in das Ensemble eingepasste Bebauung des 19. und frühen 20. Jahrhunderts. Entsprechend der Einteilung in Viertel gibt es vier der Hauptstraße parallel geführte Nebenstraßen: Im Nordwestviertel die Kaplaneigasse, die mit ihren zweigeschossigen, traufseitigen Ackerbürgerhäusern mit Toreinfahrten besonders charakteristisch den Typ dieser Straßen bewahrt, wozu noch kommt, dass hier eine ältere Pflasterung ohne Gehsteige erhalten ist; die Schlesingerstraße des Nordostviertels lässt den typischen Charakter noch erkennen, wiewohl hier besonders stark Modernisierung um sich gegriffen hat; ebenso ist die ackerbürgerliche Bebauung der Häckergasse im Südwestviertel trotz Um- und Neubauten noch ablesbar; die Zwerchmaingasse im Südostviertel besitzt nicht nur eine Reihe der charakteristischen Ackerbürgerhäuser, sondern auch durch die Baugruppe vom ehemaligen fürstbischöflichen Amtshaus mit Schüttboden und dem Amtsgerichtsgebäude einen architektonischen und bedeutungsmäßigen Schwerpunkt der Stadt. Das Straßengitter ergänzen nordsüdlich verlaufende Gassen, die, ihrer Bedeutung als bloße Verbindungsgassen entsprechend, weitgehend nur von Nebengebäuden der Hauptgassen und -straße begrenzt werden. Die östlich vorgelagerte Vorstadt ist heute im Wesentlichen der „Obere Vorstadt“ genannte dreieckige Platz, begrenzt von zwei auf das Bamberger Tor konvergierende Hauszeilen, hier durch einen modernen Ladenbau empfindlich gestört. Die Ritterkapelle, die noch 1339 als außerhalb der Stadt gelegene Pfarrkirche erwähnt wurde, bildet mit dem danebenliegenden Spitalgebäude den östlichen Abschluss des Platzes. Zwischen diesem Platz und dem Main erstreckt sich das eigentliche Vorstadtgebiet. Bis auf wenige Reste der Stadtmauer und die drei Stadttore wurde der Bering ab der zweiten Hälfte des 18. Jahrhunderts beseitigt und umgewandelt. So entstand unter Leitung von Baron von Klenk eine gärtnerisch gestaltete Promenade, die der Altstadt im Norden weiterhin eine Begrenzung gibt und sie auch von der hier seit Mitte des 19. Jahrhunderts tangierenden Bahnlinie absetzt. Der Eisenbahnanschluss zog eine urbane Aufwertung nach sich, die sich im Bau neuer Gebäude, insbesondere entlang von Bahnhofstraße und Promenade, zeigt. Das Ensemble ist wie folgt umgrenzt: Promenade, Bahnhofsweg, Friedhofsweg, Ostgrenze des Friedhofs, und Gartens bei Obere Vorstadt 17 und 19, Am Fröschgraben / rückwärtige Grundstücksgrenzen der Ostseite, Fischerrain, Main-Verlauf, Ringstraße ab Nr. 18 bis Untere Vorstadt. Aktennummer: E-6-74-147-1.

## Stadtbefestigung
Beginnend im Norden an der Promenade sind entgegen dem Uhrzeigersinn folgende Teile der Stadtmauer erhalten.

| Lage                                               | Objekt                                   | Beschreibung | Akten-Nr.               | Bild                                     |
| -------------------------------------------------- | ---------------------------------------- | --- | ----------------------- | ---------------------------------------- |
| Promenade 57; Promenade 61; Hirtengasse (Standort) | Mauerzug der ehemaligen Stadtbefestigung | Mischmauerwerk mit Ziegel und Sandstein, spätmittelalterlich | D-6-74-147-125 Wikidata | Mauerzug der ehemaligen Stadtbefestigung |
| Hirtengasse (Standort)                             | Reste der Stadtmauer                     | | E-6-74-147-1            | Reste der Stadtmauer                     |
| Hauptstraße 86 (Standort)                          | Unterer Turm                             | Würzburger Tor, quadratischer Torturm der Stadtbefestigung mit Pyramidendach, gewölbter Durchfahrt und Fußgängerdurchgang, Eckquaderungen, vor 1230, bis 1540 mehrmals erhöht    | D-6-74-147-65 Wikidata  | weitere Bilder                           |
| Stadtmauerweg (Standort)                           | Mauerzug der ehemaligen Stadtbefestigung | Mischmauerwerk mit Ziegel und Sandstein, spätmittelalterlich | D-6-74-147-125 Wikidata | Mauerzug der ehemaligen Stadtbefestigung |
| Stadtmauerweg 8 (Standort)                         | Ehemaliges Maintor                       | Massiver dreigeschossiger Torturm mit Zwiebelhaube und Laterne, Sandstein, 1616, Umbau möglicherweise durch Balthasar Neumann                                                    | D-6-74-147-124 Wikidata | weitere Bilder                           |
| Hauptstraße 1 (Standort)                           | Oberer Turm                              | Bamberger Tor, achtgeschossiger und rechteckiger Torturm der Stadtbefestigung mit Pyramidendach, gewölbter Durchfahrt und Fußgängerdurchgang, vor 1230, bis 1540 mehrmals erhöht | D-6-74-147-23 Wikidata  | weitere Bilder                           |
| Fischerrain (Standort)                             | Mauerzug der ehemaligen Stadtbefestigung | Mischmauerwerk mit Ziegel und Sandstein, spätmittelalterlich; in Höhe von ca. 1,20 m erhalten                                                                                    | D-6-74-147-125 Wikidata | Mauerzug der ehemaligen Stadtbefestigung |
| Am Fröschgraben 15 (Standort)                      | Sogenannter Fröschturm                   | Dreigeschossiger Rundturm mit verschiefertem Kegeldach, Sandstein, spätmittelalterlich                                                                                           | D-6-74-147-2 Wikidata   | weitere Bilder                           |

## Baudenkmäler nach Gemeindeteilen

### Haßfurt
| Lage                                                                           | Objekt                                                                       | Beschreibung | Akten-Nr.               | Bild                                                          |
| ------------------------------------------------------------------------------ | ---------------------------------------------------------------------------- | --- | ----------------------- | ------------------------------------------------------------- |
| Alte Brückenstraße 3 (Standort)                                                | Gartenportal mit Fußgängerpforte                                             | Drei historistische Pfeiler, Ziegel und Sandstein, mit reichen Aufsätzen und schmiedeeisernen Flügeln, um 1885 | D-6-74-147-318 Wikidata | weitere Bilder                                                |
| Alte Brückenstraße 7 (Standort)                                                | Ehemalige Villa Wolfskeel                                                    | Dreigeschossiger Mansardwalmdachbau, Ziegel mit Sandsteingliederungen, auf Fundamenten des unteren Maintors, neubarock, 1899 | D-6-74-147-247 Wikidata | weitere Bilder                                                |
| Am Herrenhof 1 (Standort)                                                      | Ehemalige fürstbischöfliche Zehntscheuer, jetzt Landratsamt                  | Viergeschossiger Satteldachbau mit Treppengiebeln, Quader- und Bruchsteinmauerwerk in Sand- und Kalkstein, 14.–17. Jahrhundert | D-6-74-147-1 Wikidata   | weitere Bilder                                                |
| Am Herrenhof 1, im Eingangsbereich des Landratsamtes (Standort)                | Inschrifttafel für Fürstbischof Julius Echter von Mespelbrunn                | Mit Giebel, Sandstein, um 1600 | D-6-74-147-1 Wikidata   | Inschrifttafel für Fürstbischof Julius Echter von Mespelbrunn |
| Am Herrenhof 1, im Landratsamt (Standort)                                      | Turmuntergeschosse                                                           | Reste eines stauferzeitlichen Turmes, wohl frühes 13. Jahrhundert | D-6-74-147-326          | BW                                                            |
| Am Ziegelbrunn 17 (Standort)                                                   | Wegkapelle „Göttliche Hilfe“                                                 | Quaderbau mit Walmdach, Giebelfassade und Werksteingliederungen in Sandstein, neuromanisch, um 1880; Ecke Neuseeleinweg | D-6-74-147-3 Wikidata   | weitere Bilder                                                |
| Am Ziegelbrunn 17 (Standort)                                                   | Steinkreuz                                                                   | Lateinische Form mit Relief des Gekreuzigten, Sandstein, etwa erste Hälfte des 15. Jahrhunderts; bei der Kapelle | D-6-74-147-3 Wikidata   | weitere Bilder                                                |
| Bahnhofstraße, vor Nr. 2 (Standort)                                            | Steinfigur Christus in der Rast                                              | Auf Inschriftsockel, Sandstein, barock, 1717, Johann Georg Mutschelle zugeschrieben, Sockel zweite Hälfte 19. Jahrhundert | D-6-74-147-4 Wikidata   | weitere Bilder                                                |
| Bahnhofstraße, vor Nr. 5 (Standort)                                            | Kriegerdenkmal für 1870/71                                                   | Obeliskartige Pyramide auf Inschriftsockel und liegender Löwe, Sandstein, neubarock, errichtet 1904 von Johann Mayer | D-6-74-147-6 Wikidata   | weitere Bilder                                                |
| Bahnhofstraße 10 (Standort)                                                    | Bahnhof, Güterhalle                                                          | Eingeschossiger und traufständiger Satteldachbau, Dach über Laderampen vorschießend, westlich Büroanbau mit Walmdach, Quaderbau mit Werksteingliederungen in Sandstein, Rundbogenstil, um 1850, wohl von Gottlieb Neureuther | D-6-74-147-7 Wikidata   | weitere Bilder                                                |
| Bahnhofstraße 12 (Standort)                                                    | Bahnhof, Empfangsgebäude                                                     | Dreigeschossiges Gebäude mit Pyramidendach und eingeschossige Flügel mit Satteldach, der östliche aufgestockt, Quaderbau und Werksteingliederungen in Sandstein, Rundbogenstil | D-6-74-147-7 Wikidata   | weitere Bilder                                                |
| Obere Vorstadt, westlich der Ritterkapelle (Standort)                          | Standbild des heiligen Florian, ehemalige Brunnenfigur                       | Auf ornamentiertem Pfeiler, Sandstein, neugotisch, 1903 von Metzger und Adolf Mayer, 1903 | D-6-74-147-105 Wikidata | weitere Bilder                                                |
| Brückenstraße 2 (Standort)                                                     | Wohn- und Geschäftshaus                                                      | Zweigeschossiger und traufständiger Satteldachbau mit Eckrücksprung, geohrten Rahmungen und Toreinfahrt in Sandstein, teilweise Fachwerk, 18. Jahrhundert | D-6-74-147-8 Wikidata   | weitere Bilder                                                |
| Brückenstraße 3 (Standort)                                                     | Wohn- und Geschäftshaus                                                      | Zweigeschossiger und giebelständiger Halbwalmdachbau, mit vorspringendem Fachwerkobergeschoss (modern verschalt), 17. Jahrhundert | D-6-74-147-9 Wikidata   | weitere Bilder                                                |
| Brückenstraße 6 (Standort)                                                     | Wohnhaus                                                                     | Zweigeschossiger und traufständiger Steildachbau, Obergeschoss mit Zierfachwerk, 17./18. Jahrhundert | D-6-74-147-10 Wikidata  | weitere Bilder                                                |
| Brückenstraße 12; Keßlergasse 3a (Standort)                                    | Wohnhaus                                                                     | Zweigeschossiger und giebelständiger Halbwalmdachbau mit verputztem Fachwerkobergeschoss, um 1800 | D-6-74-147-11 Wikidata  | weitere Bilder                                                |
| Brückenstraße 17 (Standort)                                                    | Wohnhaus                                                                     | Dreigeschossiger und traufständiger Satteldachbau mit Walm, Mansarde und geohrten Rahmungen, Sandstein, 18./19. Jahrhundert | D-6-74-147-12 Wikidata  | weitere Bilder                                                |
| Brückenstraße 19 (Standort)                                                    | Pforte                                                                       | Rustizierte Pfeiler mit Segmentbogensturz und Aufsätzen, Sandstein, bezeichnet „1836“, zugehöriger Torpfeiler | D-6-74-147-13 Wikidata  | weitere Bilder                                                |
| Bundesstraße 26, an der Abzweigung des Fußwegs nach der „Hohe Wann“ (Standort) | Kreuzschlepper                                                               | Auf Basisplatte, Säule und breiter Konsole, zwischen 1660 und 1690 | D-6-74-147-142 Wikidata | weitere Bilder                                                |
| Carius-Heier-Straße 18 (Standort)                                              | Villa                                                                        | Zweigeschossiger Satteldachbau in neuklassizistischen Formen, 1920/21 von Otto Schittenhelm Ludwigshafen | D-6-61-000-8 Wikidata   | Villa                                                         |
| Carius-Heier-Straße 18 (Standort)                                              | Garteneinfriedung                                                            | Pergola und Brunnen | D-6-61-000-8 Wikidata   | BW                                                            |
| Färbergasse, vor Nr. 7 (Standort)                                              | Bildstockkopf                                                                | Kastenförmig, mit Kreuzigung und Heiligen, Sandstein, spätmittelalterlich, um 1520–40 | D-6-74-147-14 Wikidata  | weitere Bilder                                                |
| Färbergasse 10 (Standort)                                                      | Wohnhaus                                                                     | Zweigeschossiger und giebelständiger Halbwalmdachbau mit geohrten Rahmungen in Sandstein und verputztem Fachwerkobergeschoss, 18./19. Jahrhundert | D-6-74-147-222 Wikidata | weitere Bilder                                                |
| Färbergasse 17 (Standort)                                                      | Ackerbürgerhaus                                                              | Zweigeschossiger und traufständiger Satteldachbau mit Hofeinfahrt, Fachwerk, teilweise versteinert, 18. Jahrhundert | D-6-74-147-232 Wikidata | weitere Bilder                                                |
| Färbergasse 23 (Standort)                                                      | Wohnhaus                                                                     | Zweigeschossiger und traufständiger Satteldachbau, verputztes Fachwerk, um 1800 | D-6-74-147-15 Wikidata  | weitere Bilder                                                |
| Färbergasse 23 (Standort)                                                      | Hausmadonna                                                                  | Muttergottes mit Kind, Sandstein, spätgotisch, zweite Hälfte 15. Jahrhundert | D-6-74-147-15 Wikidata  | weitere Bilder                                                |
| Fischerrain 1 (Standort)                                                       | Wohnhaus                                                                     | Zweigeschossiger Halbwalmdachbau in Ecklage, 18. Jh. | D-6-74-147-258          | Wohnhaus                                                      |
| Fuchsgasse 1 (Standort)                                                        | Ehemaliges Benefiziatenhaus                                                  | Zweigeschossiger und traufständiger Satteldachbau mit geohrten Rahmungen, Sandstein, spätbarock, 18./19. Jahrhundert | D-6-74-147-17 Wikidata  | weitere Bilder                                                |
| Fuchsgasse 1 (Standort)                                                        | Scheune                                                                      | Eingeschossiger und traufständiger Satteldachbau, Quaderbau in Sandstein, 18. /19. Jahrhundert | D-6-74-147-17 Wikidata  | weitere Bilder                                                |
| Fuchsgasse 6 (Standort)                                                        | Ehemaliges Ackerbürgerhaus                                                   | Zweigeschossiger und traufständiger Satteldachbau mit geohrten Rahmungen und Torbogen, teilweise Fachwerk, bezeichnet „1707“ | D-6-74-147-18 Wikidata  | weitere Bilder                                                |
| Häckergasse 9 (Standort)                                                       | Ehemaliges Ackerbürgerhaus                                                   | Zweigeschossiger und traufständiger Satteldachbau mit geohrten Rahmungen, Fachwerkobergeschoss und Toreinfahrt, 18. Jahrhundert | D-6-74-147-21 Wikidata  | weitere Bilder                                                |
| Häckergasse 13 (Standort)                                                      | Wohnhaus                                                                     | Eingeschossiger und giebelständiger Satteldachbau mit geohrten Rahmungen, Sandstein, 18. Jahrhundert | D-6-74-147-22           | weitere Bilder                                                |
| Hauptstraße 2 (Standort)                                                       | Wohnhaus                                                                     | Zweigeschossiger Walmdachbau mit geohrten Rahmungen, Sandstein, 18./19. Jahrhundert, mit Marienrelief (Kopie) | D-6-74-147-24 Wikidata  | weitere Bilder                                                |
| Hauptstraße 3 (Standort)                                                       | Ehemalige fürstbischöfliche Zehentscheuer bzw. Schüttboden, jetzt Stadthalle | Dreigeschossiger Steildachbau mit Staffelgiebeln, um 1500, Aufstockung 1627, mit Wappensteinen der Fürstbischöfe Lorenz von Bibra, um 1500, und Philipp Adolf von Ehrenberg, 1627 | D-6-74-147-25 Wikidata  | weitere Bilder                                                |
| Hauptstraße 5 (Standort)                                                       | Ehemaliges fürstbischöfliches Amtshaus, jetzt Neues Rathaus                  | Dreigeschossiger Walmdachbau mit Portal und Freitreppe, 1719–1721 Entwurf und Ausführung von Joseph Greising, rückseitig zweigeschossiger Mansardwalmdachflügel, beide Flügel mit Werksteingliederungen in Sandstein; mit Ausstattung                                                                                                 | D-6-74-147-26 Wikidata  | weitere Bilder                                                |
| Hauptstraße 6 (Standort)                                                       | Wohn- und Geschäftshaus                                                      | Zweigeschossiger Walmdachbau in Ecklage mit Mittelrisalit und Zwerchhaus, Sandsteinquader, neugotisch, um 1850 | D-6-74-147-27 Wikidata  | weitere Bilder                                                |
| Hauptstraße 9 (Standort)                                                       | Wohnhaus                                                                     | Zweigeschossiger und traufständiger Satteldachbau mit Fachwerkobergeschoss, bezeichnet „1573“ | D-6-74-147-29 Wikidata  | weitere Bilder                                                |
| Hauptstraße 15 (Standort)                                                      | Wohnhaus                                                                     | Zweigeschossiger und giebelständiger Satteldachbau mit Fachwerkobergeschoss und Sailergang (Laube) zum Hof, Fachwerk formal um 1600, Fenster verändert | D-6-74-147-32 Wikidata  | weitere Bilder                                                |
| Hauptstraße 15 (Standort)                                                      | Hoftor                                                                       | Zweibogige Anlage, Sandstein, 16./17. Jahrhundert | D-6-74-147-32 Wikidata  | weitere Bilder                                                |
| Hauptstraße 17 (Standort)                                                      | Wohnhaus                                                                     | Zweigeschossiger und giebelständiger Krüppelwalmdachbau mit geohrten Rahmungen, 18. Jahrhundert, im Kern wohl älter | D-6-74-147-33 Wikidata  | weitere Bilder                                                |
| Hauptstraße 18 (Standort)                                                      | Wohnhaus                                                                     | Zweigeschossiger und giebelständiger Halbwalmdachbau in Ecklage, seitlich an der Spenglergasse vorkragend, 16.–18. Jahrhundert | D-6-74-147-34 Wikidata  | weitere Bilder                                                |
| Hauptstraße 20 (Standort)                                                      | Wohnhaus                                                                     | Zweigeschossiger und giebelständiger Satteldachbau mit Pilastergliederung und Fachwerkobergeschoss, zur Spenglergasse vorkragend, 17./18. Jahrhundert | D-6-74-147-35 Wikidata  | weitere Bilder                                                |
| Hauptstraße 22 (Standort)                                                      | Wohnhaus                                                                     | Dreigeschossiger und traufständiger Satteldachbau mit Fachwerkobergeschossen, 18. Jahrhundert | D-6-74-147-36 Wikidata  | weitere Bilder                                                |
| Hauptstraße 30 (Standort)                                                      | Wohn- und Geschäftshaus                                                      | Dreigeschossiger Walmdachbau in Ecklage, im Kern 18. Jahrhundert, zur Stadelgasse neubarocke Fassade, zweite Hälfte 19. Jahrhundert | D-6-74-147-37 Wikidata  | weitere Bilder                                                |
| Hauptstraße 33 (Standort)                                                      | Wohnhaus                                                                     | Zweigeschossiger Halbwalmdachbau in Ecklage mit profilierten Rahmungen, 18. Jahrhundert, im Kern 1336 (dendrochronologisch datiert), Erweiterung 1615 (dendrochronologisch datiert) | D-6-74-147-38 Wikidata  | weitere Bilder                                                |
| Hauptstraße 35 (Standort)                                                      | Wohnhaus                                                                     | Zweigeschossiger und giebelständiger Steildachbau in Ecklage mit Fachwerkobergeschoss, um 1600, mit späteren Veränderungen | D-6-74-147-39 Wikidata  | weitere Bilder                                                |
| Hauptstraße 36 (Standort)                                                      | Wohn- und Geschäftshaus                                                      | Dreigeschossiger und traufständiger Satteldachbau, spätklassizistisch, drittes Viertel 19. Jahrhundert | D-6-74-147-40 Wikidata  | weitere Bilder                                                |
| Hauptstraße 38 (Standort)                                                      | Wohn- und Geschäftshaus                                                      | Dreigeschossiger und traufständiger Satteldachbau mit verputzten Fachwerkobergeschossen und geohrten Rahmungen, 18. Jahrhundert, im Kern wohl älter | D-6-74-147-41 Wikidata  | weitere Bilder                                                |
| Hauptstraße 40 (Standort)                                                      | Einhorn-Apotheke                                                             | Dreigeschossiger Walmdachbau in Ecklage, mit Eckpilastern und geohrten Rahmungen, Sandstein, im Kern 16. Jahrhundert, 1892 umgebaut | D-6-74-147-42 Wikidata  | weitere Bilder                                                |
| Hauptstraße, vor dem Rathaus (Standort)                                        | Brunnen                                                                      | Pumpbrunnen mit kantoniertem Pfeiler, Fiale und den Allegorien der vier Jahreszeiten, neugotisch, Sandstein, um 1850, von Josef Meyer | D-6-74-147-90 Wikidata  | weitere Bilder                                                |
| Hauptstraße 41 (Standort)                                                      | Wohnhaus                                                                     | Zweigeschossiger und traufständiger Satteldachbau, Hoftor mit Nischen, barock, 17./18. Jahrhundert, modern verändert | D-6-74-147-43 Wikidata  | Wohnhaus                                                      |
| Hauptstraße 42 (Standort)                                                      | Wohnhaus                                                                     | Zweigeschossiger und traufständiger Bau in Ecklage, mit Drittelwalm, verputztem Fachwerkobergeschoss und profilierten Rahmungen, 18./19. Jahrhundert, Erdgeschoss modern | D-6-74-147-44 Wikidata  | weitere Bilder                                                |
| Hauptstraße 43 (Standort)                                                      | Wohnhaus                                                                     | Zweigeschossiger und giebelständiger Halbwalmdachbau mit Fachwerkobergeschoss und polygonalem Erker mit Spitzhelm, wohl 18. Jahrhundert | D-6-74-147-45 Wikidata  | weitere Bilder                                                |
| Hauptstraße 44 (Standort)                                                      | Wohnhaus                                                                     | Zweigeschossiges und traufständiges Satteldachhaus mit Fachwerkobergeschoss und Hoftor, Fachwerkmotive des 17. und 18. Jahrhunderts | D-6-74-147-46 Wikidata  | weitere Bilder                                                |
| Hauptstraße 47 (Standort)                                                      | Wohnhaus                                                                     | Zweigeschossiger und giebelständiger Halbwalmdachbau mit Fachwerkobergeschoss, bezeichnet „1593“, rundbogiges Hoftor, bezeichnet „1593“ | D-6-74-147-47 Wikidata  | weitere Bilder                                                |
| Hauptstraße 52 (Standort)                                                      | Wohnhaus                                                                     | Zweigeschossiger und giebelständiger Halbwalmdachbau mit verputztem Fachwerkobergeschoss und vorkragender Giebelseite, 17. Jahrhundert | D-6-74-147-48 Wikidata  | weitere Bilder                                                |
| Hauptstraße 55 (Standort)                                                      | Wohnhaus                                                                     | Zweigeschossiger und giebelständiger Halbwalmdachbau mit verputztem Fachwerkobergeschoss, Eckpilastern und geohrten Rahmungen, spätbarock, bezeichnet „1804“ | D-6-74-147-49 Wikidata  | weitere Bilder                                                |
| Hauptstraße 56 (Standort)                                                      | Wohn- und Geschäftshaus                                                      | Zweigeschossiger Satteldachbau mit Fachwerkgiebel verputzt, 1680 (dendrochronologisch datiert), im Kern 1396 (dendrochronologisch datiert) | D-6-74-147-271 Wikidata | weitere Bilder                                                |
| Hauptstraße 58, Bauerngasse 1 (Standort)                                       | Wohnhaus                                                                     | Zweigeschossiger und traufständiger Satteldachbau mit Kniestock und geohrten Rahmungen, Sandstein, spätbarock, um 1800 | D-6-74-147-50 Wikidata  | weitere Bilder                                                |
| Hauptstraße 59 (Standort)                                                      | Wohnhaus, jetzt Gasthaus zum Fass                                            | Zweigeschossiger und giebelständiger Halbwalmdachbau mit verputztem Fachwerkobergeschoss und geohrten Rahmungen, um 1800, im Kern älter | D-6-74-147-51 Wikidata  | weitere Bilder                                                |
| Hauptstraße 60 (Standort)                                                      | Wohnhaus                                                                     | Zweigeschossiger und giebelständiger Halbwalmdachbau mit geohrten Rahmungen, Sandstein, 18. Jahrhundert, Tür an der Sellnersgasse 1836 klassizistisch umgearbeitet | D-6-74-147-52 Wikidata  | weitere Bilder                                                |
| Hauptstraße 61 (Standort)                                                      | Wohnhaus                                                                     | Zweigeschossiger und giebelständiger Halbwalmdachbau mit verputztem Fachwerkobergeschoss und geohrten Rahmungen, 18. Jahrhundert | D-6-74-147-53 Wikidata  | weitere Bilder                                                |
| Hauptstraße 62 (Standort)                                                      | Wohnhaus                                                                     | Zweigeschossiger und traufständiger Steildachbau in Ecklage mit Fachwerkobergeschoss, 17.–19. Jahrhundert, Hausfigur, Heilige Familie auf Inschriftkartusche, Rokoko, zweite Hälfte 18. Jahrhundert | D-6-74-147-54 Wikidata  | weitere Bilder                                                |
| Hauptstraße 64 (Standort)                                                      | Wohnhaus                                                                     | Dreigeschossiger und traufständiger Satteldachbau mit geohrten Rahnumgen, Sandstein, 18./19. Jahrhundert | D-6-74-147-55 Wikidata  | weitere Bilder                                                |
| Hauptstraße 65 (Standort)                                                      | Wohnhaus                                                                     | Zweigeschossiger und traufständiger Satteldachbau mit ornamentierten Rahmungen in Sandstein, spätbarock, 1735; 1910 verändert | D-6-74-147-56 Wikidata  | weitere Bilder                                                |
| Hauptstraße 66 (Standort)                                                      | Wohnhaus                                                                     | Zweigeschossiger und traufständiger Satteldachbau mit verputztem Fachwerkobergeschoss und profilierten Rahmungen, klassizistisch, Mitte 19. Jahrhundert, Erdgeschoss verändert | D-6-74-147-57 Wikidata  | weitere Bilder                                                |
| Hauptstraße 68 (Standort)                                                      | Wohnhaus                                                                     | Zweigeschossiger und traufständiger Satteldachbau mit profilierten Rahmungen, 18./19. Jahrhundert | D-6-74-147-58 Wikidata  | weitere Bilder                                                |
| Hauptstraße 73 (Standort)                                                      | Wohnhaus                                                                     | Zweigeschossiger Walmdachbau in Ecklage mit verputztem Fachwerkobergeschoss und profilierten Rahmungen, um 1600, Umbau um 1800, Hausfigur, Madonna auf neugotischem Podest | D-6-74-147-61 Wikidata  | weitere Bilder                                                |
| Hauptstraße 80 (Standort)                                                      | Wohnhaus                                                                     | Eingeschossiger und giebelständiger Satteldachbau mit Schweifgiebel und Werksteingliederungen in Sandstein, um 1800 | D-6-74-147-63 Wikidata  | weitere Bilder                                                |
| Hauptstraße 82 (Standort)                                                      | Wohnhaus                                                                     | Zweigeschossiger und traufständiger Halbwalmdachbau mit Eckpilastern, profilierten Rahmungen | D-6-74-147-64 Wikidata  | weitere Bilder                                                |
| Hauptstraße 82 (Standort)                                                      | Relief mit Marienkrönung                                                     | Sandstein, spätbarock, bezeichnet „1805“ | D-6-74-147-64 Wikidata  | weitere Bilder                                                |
| Nähe Hofheimer Straße (Standort)                                               | Bildstock                                                                    | Säule auf diamantiertem Sockel, Aufsatz mit Beweinung und Inschrift, Sandstein, barock, bezeichnet „1748“ | D-6-74-147-69 Wikidata  | Bildstock                                                     |
| Hauptstraße 88 (Standort)                                                      | Wohnhaus                                                                     | Zweiflügeliger und zweigeschossiger Walmdachbau in Ecklage, Sandsteinquader, zweite Hälfte 19. Jahrhundert | D-6-74-147-117 Wikidata | weitere Bilder                                                |
| Heideloffplatz 4; Heideloffplatz 6 (Standort)                                  | Doppelhaus                                                                   | Gegliederter zweigeschossiger Mansardwalmdachbau mit Eckerkern und Werksteingliederungen in Sandstein, Heimatstil, bezeichnet „1913“ | D-6-74-147-66 Wikidata  | weitere Bilder                                                |
| Heideloffplatz 10 (Standort)                                                   | Evangelisch-lutherische Christuskirche                                       | Saalbau mit Satteldach, südwestlichem Fassadenturm, Vorhalle und eingezogenem Chor mit Apsis, Quadermauerwerk mit Werksteingliederungen in Sandstein, neuromanisch, 1899 | D-6-74-147-67 Wikidata  | weitere Bilder                                                |
| Heideloffplatz 12 (Standort)                                                   | Ehemaliges Zollhäuschen, jetzt evangelisches Gemeindehaus                    | Eingeschossiger und traufständiger Satteldachbau mit Kniestock, Ziegel, zweite Hälfte 19. Jahrhundert | D-6-74-147-223 Wikidata | weitere Bilder                                                |
| Hofheimer Straße 18; Hofheimer Straße 20 (Standort)                            | Ehemalige Kreis-Landwirtschaftsschule, Schulgebäude                          | Komplex aus Sandsteinquaderbauten, um 1930, dreigeschossiger Walmdachbau mit ornamentiertem Portal | D-6-74-147-224 Wikidata | weitere Bilder                                                |
| Hofheimer Straße 18; Hofheimer Straße 20 (Standort)                            | Ehemalige Kreis-Landwirtschaftsschule, Lehrerwohnhaus                        | Komplex aus Sandsteinquaderbauten, um 1930, quadratischer zweigeschossiger Walmdachbau, Eingang mit Pfeilern und Balkon | D-6-74-147-224 Wikidata | weitere Bilder                                                |
| Kaplaneigasse 6 (Standort)                                                     | Wohnhaus                                                                     | Gestelzter zweigeschossiger und giebelständiger Satteldachbau, 18. Jahrhundert, im Kern vielleicht älter | D-6-74-147-72 Wikidata  | weitere Bilder                                                |
| Kaplaneigasse 8 (Standort)                                                     | Ehemaliges Ackerbürgerhaus                                                   | Zweigeschossiger und traufständiger Satteldachbau, westlich mit Mansarde und geohrten Rahmungen in Sandstein, östlich Fachwerk mit rundbogigem Hoftor, wohl 18. Jahrhundert | D-6-74-147-73 Wikidata  | weitere Bilder                                                |
| Kaplaneigasse 9 (Standort)                                                     | Wohnhaus                                                                     | Zweigeschossiger und traufständiger Satteldachbau mit Fachwerkobergeschoss, geohrten Rahmungen und rundbogigem Hoftor, bezeichnet „1703“ | D-6-74-147-74 Wikidata  | weitere Bilder                                                |
| Kaplaneigasse 13 (Standort)                                                    | Wohnhaus                                                                     | Zweigeschossiger und traufständiger Satteldachbau mit Fachwerkobergeschoss, bezeichnet „1686“ | D-6-74-147-77 Wikidata  | weitere Bilder                                                |
| Kaplaneigasse 16 (Standort)                                                    | Wohnhaus                                                                     | Zweigeschossiger und traufständiger Satteldachbau mit Fachwerkobergeschoss und stichbogigem Hoftor, 1708 | D-6-74-147-79 Wikidata  | weitere Bilder                                                |
| Kaplaneigasse 17 (Standort)                                                    | Wohnhaus                                                                     | Zweigeschossiger und traufständiger Satteldachbau mit Fachwerkobergeschoss und Hoftor, 18. Jahrhundert | D-6-74-147-80 Wikidata  | weitere Bilder                                                |
| Kuhanger, Flurabteilung Lengfeld (Standort)                                    | Bildstock                                                                    | Säule auf Spiegelsockel, dreiseitiger Aufsatz mit Kreuzigung und Heiligen, Sandstein, um 1750 | D-6-74-147-141 Wikidata | Bildstock                                                     |
| Lucengasse 4 (Standort)                                                        | Kreuztragung                                                                 | Figürliches Relief mit Inschrift, Sandstein, barock, um 1700 | D-6-74-147-81 Wikidata  | weitere Bilder                                                |
| Marktplatz 1 (Standort)                                                        | Altes Rathaus                                                                | Dreigeschossiger Satteldachbau mit Werksteingliederungen und Fialengiebel in Sandstein, spätgotisch, Ende 15. Jahrhundert, umgebaut im 18. Jahrhundert, verändert im 19. Jahrhundert | D-6-74-147-82 Wikidata  | weitere Bilder                                                |
| Marktplatz 1 (Standort)                                                        | Wache                                                                        | Eingeschossiger Walmdachbau mit dorischer Säulenportikus, Sandstein, klassizistisch, frühes 19. Jahrhundert | D-6-74-147-82 Wikidata  | Wache                                                         |
| Marktplatz 1a (Standort)                                                       | Brunnen                                                                      | Mit polygonalem Bassin, Mittelpfeiler mit Wimpergen, Fialen und Kreuzblume, Sandstein, neugotisch, um 1850; im Zentrum des Platzes | D-6-74-147-89 Wikidata  | weitere Bilder                                                |
| Marktplatz 2; Marktplatz 2a (Standort)                                         | Wohnhaus                                                                     | Dreigeschossiger Walmdachbau mit geohrten Rahmungen, erstes Obergeschoss verputztes Fachwerk, mit Bauteilen des 18. Jahrhunderts | D-6-74-147-83 Wikidata  | weitere Bilder                                                |
| Marktplatz 6, an der Fassade (Standort)                                        | Bildstockaufsatz                                                             | Relief mit Schmerzensmann und Arma Christi, Sandstein, 18. Jahrhundert | D-6-74-147-225 Wikidata | Bildstockaufsatz                                              |
| Marktplatz 7 (Standort)                                                        | Wohn- und Geschäftshaus                                                      | Zweigeschossiger Satteldachbau in Ecklage mit verputztem Fachwerkobergeschoss, 18. Jahrhundert | D-6-74-147-84 Wikidata  | weitere Bilder                                                |
| Marktplatz 9 (Standort)                                                        | Katholische Stadtpfarrkirche St. Kilian, Kolonat und Totnan                  | Dreischiffige Staffelhalle mit Satteldach und eingezogenem Chor zwischen zwei Osttürmen, Werksteingliederungen in Sandstein, spätgotisch, 1396 bis 16. Jahrhundert und 17. Jahrhundert; mit Ausstattung | D-6-74-147-85 Wikidata  | weitere Bilder                                                |
| Marktplatz 12 (Standort)                                                       | Gasthaus                                                                     | Zweigeschossiger und traufständiger Mansardwalmdachbau in Ecklage, mit Fachwerkobergeschoss zum Marktplatz, 18. Jahrhundert | D-6-74-147-86 Wikidata  | weitere Bilder                                                |
| Obere Vorstadt, hinter der Ritterkapelle (Standort)                            | Alter Friedhof                                                               | | D-6-74-147-104 Wikidata | weitere Bilder                                                |
| Obere Vorstadt, Nähe Ritterkapelle (Standort)                                  | Denkmal für Karl Alexander von Heideloff                                     | Tabernakel mit Büste, Wimpergen und Fialen auf Stufenunterbau, Sandstein, neugotisch, zweite Hälfte 19. Jahrhundert | D-6-74-147-104 Wikidata | weitere Bilder                                                |
| Obere Vorstadt, nördlich des Chores der Ritterkapelle (Standort)               | Kreuzigungsgruppe                                                            | Auf Sockel mit Zinnen, Kruzifix Dreinageltypus mit Maria und Johannes, Sandstein, neugotisch, um 1860 von Johann Mayer | D-6-74-147-104 Wikidata | weitere Bilder                                                |
| Obere Vorstadt, im Ostteil des Friedhofs (Standort)                            | Friedhofskreuz                                                               | Viernageltypus auf Inschriftsockel und Stufenunterbau, Sandstein, spätklassizistisch, 1884 | D-6-74-147-104 Wikidata | weitere Bilder                                                |
| Obere Vorstadt 3 (Standort)                                                    | Wohnhaus                                                                     | Zweigeschossiger und giebelständiger Satteldachbau mit Treppengiebel, verputztem Fachwerkobergeschoss und profilierten Rahmungen, historistisch, im Kern 17./18. Jahrhundert | D-6-74-147-91 Wikidata  | weitere Bilder                                                |
| Obere Vorstadt 5 (Standort)                                                    | Wohnhaus                                                                     | Zweigeschossiger und giebelständiger Satteldachbau mit verputztem Fachwerkobergeschoss, profilierten Rahmungen und Eckpilastern, spätklassizistisch, 19. Jahrhundert | D-6-74-147-92 Wikidata  | weitere Bilder                                                |
| Obere Vorstadt 6 (Standort)                                                    | Wohnhaus                                                                     | Zweigeschossiger und giebelständiger Satteldachbau in Ecklage mit geohrten Rahmungen, zum Tränkberg vorkragendes Obergeschoss in Fachwerk, 18. Jahrhundert | D-6-74-147-93 Wikidata  | weitere Bilder                                                |
| Obere Vorstadt 7 (Standort)                                                    | Wohnhaus                                                                     | Zweigeschossiger und traufständiger Satteldachbau mit Zwerchhaus, Werksteingliederungen in Sandstein, spätklassizistisch, zweite Hälfte 19. Jahrhundert | D-6-74-147-94 Wikidata  | weitere Bilder                                                |
| Obere Vorstadt 8, Tränkberg 1a (Standort)                                      | Hotel Walfisch                                                               | Zweigeschossiger und traufständiger Krüppelwalmdachbau mit Zwerchhaus, Schweifgiebel und verputztem Fachwerkobergeschoss, im Kern 17. Jahrhundert, Fassade im 20. Jahrhundert überarbeitet | D-6-74-147-95 Wikidata  | weitere Bilder                                                |
| Obere Vorstadt 8, Tränkberg 1a, an erneuertem Bautrakt am Tränkberg (Standort) | Relief mit heiligem Michael                                                  | Sandstein, wohl barock | D-6-74-147-95 Wikidata  | weitere Bilder                                                |
| Obere Vorstadt 9 (Standort)                                                    | Wohnhaus                                                                     | Zweigeschossiger und traufständiger Satteldachbau mit Zwerchhaus und profilierten Rahmungen, Sandstein, barock, im Kern 18. Jahrhundert | D-6-74-147-96 Wikidata  | weitere Bilder                                                |
| Obere Vorstadt 10 (Standort)                                                   | Wohnhaus                                                                     | Zweigeschossiger und giebelständiger Satteldachbau in Ecklage, mit Schweifgiebel und verputztem Fachwerkobergeschoss, zweite Hälfte 19. Jahrhundert, im Kern wohl älter | D-6-74-147-97 Wikidata  | weitere Bilder                                                |
| Obere Vorstadt 11 (Standort)                                                   | Wohnhaus                                                                     | Zweigeschossiger und giebelständiger Satteldachbau mit verputztem Fachwerkobergeschoss, klassizistisch, im Kern 18. Jahrhundert | D-6-74-147-98 Wikidata  | weitere Bilder                                                |
| Obere Vorstadt 13 (Standort)                                                   | Ehemaliger Gasthof Amon                                                      | Zweigeschossiger und giebelständiger Satteldachbau, Giebel mit gestaffelten Zinnen, Werksteingliederungen in Sandstein, neugotisch, 19. Jahrhundert | D-6-74-147-99 Wikidata  | weitere Bilder                                                |
| Obere Vorstadt 15 (Standort)                                                   | Profanierte Friedhofskapelle St. Michael                                     | Doppelgeschossige Anlage mit Satteldach, verputztem Fachwerkgiebel und Werksteingliederungen in Sandstein, spätgotisch, 1420, bezeichnet 1448 | D-6-74-147-100 Wikidata | weitere Bilder                                                |
| Obere Vorstadt 17, Nähe Ritterkapelle; Obere Vorstadt 19 (Standort)            | Ritterkapelle, katholische Filialkirche St. Maria                            | Saalbau mit eingezogenem Chor und Dachreiter, nördlich unvollendeter Turm, Werksteingliederungen in Sandstein, spät- und neugotisch, Chor um 1390, Langhaus 1431, 1603–05 renovierung und Langhauswölbung unter Fürstbischof Julius Echter von Mespelbrunn, 1859–64 Restaurierung unter Karl Alexander von Heideloff; mit Ausstattung | D-6-74-147-101 Wikidata | weitere Bilder                                                |
| Obere Vorstadt 17, Nähe Ritterkapelle; Obere Vorstadt 19 (Standort)            | Einfriedung                                                                  | Mit gefasten Pfeilern und Eisenzaun, gotisierend, zweite Hälfte 19. Jahrhundert | D-6-74-147-101 Wikidata | Einfriedung                                                   |
| Obere Vorstadt 17, Nähe Ritterkapelle; Obere Vorstadt 19 (Standort)            | Friedhofskreuz                                                               | Dreinageltypus auf Inschriftsockel, Sandstein, 1736 oder 1742 | D-6-74-147-101 Wikidata | weitere Bilder                                                |
| Obere Vorstadt 17, Nähe Ritterkapelle; Obere Vorstadt 19 (Standort)            | Grabdenkmal Nicolas Pultiere                                                 | Sarkophag mit Obelisk, Sandstein, klassizistisch, 1808 | D-6-74-147-101 Wikidata | weitere Bilder                                                |
| Obere Vorstadt 19 (Standort)                                                   | Spitalgebäude                                                                | Zweigeschossiger Satteldachbau mit Staffelgiebeln, 1596–98, mit Bauinschrift, Sandstein, 1614, angebaut an die Heiliger-Geist-Spital-Kapelle | D-6-74-147-102 Wikidata | weitere Bilder                                                |
| Obere Vorstadt 21 (Standort)                                                   | Spitalkapelle Heilig Geist                                                   | Kapelle mit Polygonalchor, Werksteingliederungen in Sandstein, spätgotisch, um 1450, Langhaus Ende 16. Jahrhundert abgebrochen; mit Ausstattung | D-6-74-147-102 Wikidata | weitere Bilder                                                |
| Obere Vorstadt 20 (Standort)                                                   | Hoftor                                                                       | Drei profilierte Spiegelpfeiler in Sandstein mit schmiedeeisernen Flügeln, Jugendstil, bezeichnet 1906 | D-6-74-147-103 Wikidata | weitere Bilder                                                |
| Pfarrgasse 4 (Standort)                                                        | Ehemaliges Mesnerhaus                                                        | Zweigeschossiger und traufständiger Krüppelwalmdachbau, nach 1623 (dendrochronologisch datiert), Umbauten des 19. Jahrhunderts | D-6-74-147-108 Wikidata | weitere Bilder                                                |
| Pfarrgasse 4 (Standort)                                                        | Ehemaliges Haßfurter Wappen                                                  | Relieftafel, Sandstein, bezeichnet „1627“ | D-6-74-147-108 Wikidata | weitere Bilder                                                |
| Pfarrgasse 8 (Standort)                                                        | Katholische Pfarrhaus                                                        | Zweigeschossiger und giebelständiger Satteldachbau mit Ziergiebel, Werksteingliederungen in Sandstein, Renaissance, um 1600 | D-6-74-147-109 Wikidata | weitere Bilder                                                |
| Pfarrgasse 8 (Standort)                                                        | Hofanlage                                                                    | Mit zweigeschossigem Walmdachbau mit geohrten Rahmungen und verputztem Fachwerkobergeschoss, 18./19. Jahrhundert | D-6-74-147-109 Wikidata | weitere Bilder                                                |
| Pfarrgasse 8 (Standort)                                                        | Nebengebäude                                                                 | Zweigeschossiger und traufständiger Satteldachbau, Bruchstein, 16./17. Jahrhundert | D-6-74-147-109 Wikidata | weitere Bilder                                                |
| Pfarrgasse 10 (Standort)                                                       | Gesellen- und Dienstbotenspital                                              | Zweigeschossiger und traufständiger Krüppelwalmdachbau, 1846 | D-6-74-147-110 Wikidata | weitere Bilder                                                |
| Pfarrgasse 18 (Standort)                                                       | Wohnhaus                                                                     | Zweigeschossiger und traufständiger Satteldachbau mit Filialgiebel, verputztem Fachwerkobergeschoss und architektonischen Gliederungen, um 1800, mit rundbogigem Hoftor, bezeichnet „1717“ | D-6-74-147-111 Wikidata | weitere Bilder                                                |
| Pfarrgasse 20 (Standort)                                                       | Wohnhaus                                                                     | Mit Bauteilen des 18. Jahrhunderts | D-6-74-147-112 Wikidata | weitere Bilder                                                |
| Pfarrgasse 22 (Standort)                                                       | Hausfigur                                                                    | Marienkrönung zweite Hälfte 18. Jahrhundert | D-6-74-147-113 Wikidata | weitere Bilder                                                |
| Nähe Promenade, Südseite des Rosengartens (Standort)                           | Gedenkstein für Ernst August Baron von Klenke                                | Sandstein, errichtet zum 110. Todestag 1885 | D-6-74-147-119 Wikidata | Gedenkstein für Ernst August Baron von Klenke                 |
| Nähe Promenade (Standort)                                                      | Kreuzigungsgruppe                                                            | Auf Sockeln mit Rocaillekartuschen, Kruzifix Viernageltypus mit Maria Magdalena, seitlich Maria und Johannes Evangelist, Sandstein, Rokoko, zweite Hälfte 18. Jahrhundert, Peter Wagner zugeschrieben | D-6-74-147-116 Wikidata | Kreuzigungsgruppe                                             |
| Promenade 2 (Standort)                                                         | Promenade, Landschaftsgarten                                                 | Ab 1753 unter Amtmann Ernst August Freiherr von Klenk als Obstbaum-Plantage angelegt, in der zweiten Hälfte des 19. Jahrhunderts unter Abbruch von Stadtbefestigung und Graben zum Landschaftsgarten umgestaltet | D-6-74-147-118 Wikidata | Promenade, Landschaftsgarten                                  |
| Promenade 17 (Standort)                                                        | Wohnhaus                                                                     | Dreigeschossiger Walmdachbau in Ecklage, mit zweitem Fachwerkobergeschoss, Eckerkern, und Zwerchgiebel, Heimatstil, 1911 | D-6-74-147-114 Wikidata | weitere Bilder                                                |
| Ringstraße 14 (Standort)                                                       | Ehemalige Mainmühle                                                          | Zweiteiliger und eingeschossiger Baukomplex (Umfassungsmauern), Bruchstein und Quader, Sandstein, an der Mainseite bezeichnet „1692“ (östlich) und „1746“ (westlich) | D-6-74-147-120 Wikidata | weitere Bilder                                                |
| Schlesingerstraße 6 (Standort)                                                 | Wohnhaus                                                                     | Zweigeschossiger und traufständiger Halbwalmdachbau mit geohrten Rahmungen und verputztem Fachwerkobergeschoss, 18. Jahrhundert | D-6-74-147-121 Wikidata | weitere Bilder                                                |
| Schlesingerstraße 20; Schlesingerstraße 22 (Standort)                          | Wohnhaus                                                                     | Zweigeschossiger und traufständiger Satteldachbau mit profilierten Rahmen und teilweise verschiefertem Fachwerkobergeschoss, 18. Jahrhundert | D-6-74-147-122 Wikidata | weitere Bilder                                                |
| Sellnersgasse 6 (Standort)                                                     | Wohnhaus                                                                     | Zweigeschossiger und giebelständiger Halbwalmdachbau in Ecklage, mit profilierten Rahmungen und Fachwerkobergeschoss zur Kaplaneigasse, bezeichnet „1686“ | D-6-74-147-123 Wikidata | weitere Bilder                                                |
| Torgraben 5; Truchseßgasse 4 (Standort)                                        | Ehemaliges Amtshaus                                                          | Zweigeschossiger Walmdachbau in Ecklage, mit profilierten Rahmungen, Sandstein, im Kern um 1600 | D-6-74-147-5 Wikidata   | weitere Bilder                                                |
| Tränkberg 2 (Standort)                                                         | Wohnhaus                                                                     | Zweigeschossiger und traufständiger Satteldachbau mit Fachwerkobergeschoss und geohrten Rahmungen, 1719 (dendro. dat.), Erdgeschoss um 1830 versteinert, korbbogiges Hoftor bezeichnet 1831 | D-6-74-147-126 Wikidata | weitere Bilder                                                |
| Truchseßgasse 7 (Standort)                                                     | Wohnhaus                                                                     | Zweigeschossiger und traufständiger Krüppelwalmdachbau mit verputztem Fachwerkobergeschoss und geohrten Rahmungen, 18. Jahrhundert | D-6-74-147-127 Wikidata | weitere Bilder                                                |
| Untere Vorstadt, stadtauswärts vor der Brücke (Standort)                       | Statue des heiligen Johannes Nepomuk                                         | Auf gegliedertem Sockel, Sandstein, spätbarock, 18. Jahrhundert | D-6-74-147-130 Wikidata | Statue des heiligen Johannes Nepomuk                          |
| Untere Vorstadt 2 (Standort)                                                   | Gasthof zum Hirschen                                                         | Zweigeschossiger Walmdachbau in Ecklage mit Werksteingliederungen in Sandstein, 18. Jahrhundert | D-6-74-147-128 Wikidata | weitere Bilder                                                |
| Untere Vorstadt 4 (Standort)                                                   | Wohnhaus                                                                     | Zweigeschossiger und giebelständiger Satteldachbau mit geohrten Rahmungen, Sandstein, wohl 1770 | D-6-74-147-129 Wikidata | weitere Bilder                                                |
| Zwerchmaingasse 2 (Standort)                                                   | Wohnhaus                                                                     | Zweigeschossiger und giebelständiger Satteldachbau mit profilierten Rahmungen und Fachwerkgiebel, um 1600 | D-6-74-147-132 Wikidata | weitere Bilder                                                |
| Zwerchmaingasse 6 (Standort)                                                   | Wohnhaus                                                                     | Zweigeschossiger und traufständiger Satteldachbau mit verputztem Fachwerkobergeschoss und Hoftor, um 1800 | D-6-74-147-134 Wikidata | weitere Bilder                                                |
| Zwerchmaingasse 8 (Standort)                                                   | Wohnhaus                                                                     | Zweigeschossiger und traufständiger Satteldachbau mit verputztem Fachwerkobergeschoss und geohrten Rahmungen, um 1800 | D-6-74-147-135 Wikidata | weitere Bilder                                                |
| Zwerchmaingasse 10 (Standort)                                                  | Wohnhaus                                                                     | Zweigeschossiger und traufständiger Satteldachbau mit profilierten Rahmungen und Fachwerkgiebel, Portal bezeichnet „1617“ | D-6-74-147-136 Wikidata | weitere Bilder                                                |
| Zwerchmaingasse 12 (Standort)                                                  | Wohnhaus                                                                     | Zweigeschossiger und giebelständiger Krüppelwalmdachbau mit profilierten Rahmungen in Sandstein, 1514(dendrochronologisch datiert), im 18. Jahrhundert verändert | D-6-74-147-137 Wikidata | weitere Bilder                                                |
| Zwerchmaingasse 14 (Standort)                                                  | Wappentafel des Fürstbischofs Johann Philipp von Greiffenklau                | Sandstein, barock, um 1700 | D-6-74-147-138 Wikidata | weitere Bilder                                                |
| Zwerchmaingasse 18 (Standort)                                                  | Gebäude des Amtsgerichts Haßfurt                                             | Dreigeschossiger Hauptbau und zweigeschossiger Seitenflügel, mit Walmdächern, Quadermauerwerk mit Werksteingliederungen, Sandstein, Neurenaissance, 1880 | D-6-74-147-139 Wikidata | weitere Bilder                                                |

### Augsfeld
| Lage | Objekt                                                 | Beschreibung | Akten-Nr.               | Bild                               |
| --- | ------------------------------------------------------ | --- | ----------------------- | ---------------------------------- |
| Angerstraße 1; Lindenhainstraße; Lindenhainstraße 10; Mittelkreis 10; Mittelkreis 12; Nähe Lindenhainstraße (Standort) | Kriegerdenkmal                                         | Altarähnliche Anlage, Sarkophag mit Retabel, bekrönt vom Weltenrichter, Sandstein, 1929, davor und einbezogen barocker Kruzifix, Sockel mit Rokaille, von 1760 | D-6-74-147-144 Wikidata | Kriegerdenkmal                     |
| Angerstraße; Elfenseeweg; Lindenhainstraße; Mittelkreis; Pfarrer-Kraiß-Straße; Steinach (Standort)                     | Säulenbildstock                                        | Kannelierter Schaft mit Pfeifen auf Sockel, rundbogiger Aufsatz mit Kreuzigung, Monstranz und Heiligen, Sandstein, zweite Hälfte 18. Jahrhundert               | D-6-74-147-149 Wikidata | weitere Bilder                     |
| Lindenhainstraße 31 (Standort)                                                                                         | Bildstock                                              | Toskanische Säule auf Postament mit Reliefaufsatz, Kreuz mit Assistenzfiguren, bez. 1845                                                                       | D-6-74-147-151 Wikidata | weitere Bilder                     |
| Lindenhainstraße 1 (Standort)                                                                                          | Ehemaliges Rathaus, jetzt Wohnhaus                     | Eingeschossiger Halbwalmdachbau mit geohrten Rahmungen in Sandstein, spätbarock, 1751 oder 1754                                                                | D-6-74-147-143 Wikidata | Ehemaliges Rathaus, jetzt Wohnhaus |
| Mittelkreis 1 (Standort)                                                                                               | Wohnhaus                                               | Eingeschossiger und giebelständiger Halbwalmdachbau mit geohrten Rahmungen und traufseitiger Laube, 1721                                                       | D-6-74-147-146 Wikidata | Wohnhaus                           |
| Mittelkreis 8 (Standort)                                                                                               | Hausfigur                                              | Figur der Muttergottes mit Kind, spätgotisch, Anfang 16. Jahrhundert                                                                                           | D-6-74-147-148 Wikidata | weitere Bilder                     |
| Nähe Lindenhainstraße (Standort)                                                                                       | Kapelle                                                | Walmdachbau mit überdachtem Vorplatz und spitzen Fenstern, um 1925/30; am Lindenhain                                                                           | D-6-74-147-145 Wikidata | weitere Bilder                     |
| Nähe Lindenhainstraße (Standort)                                                                                       | Lindenhain, Landschaftspark                            | In Baumreihen als Festplatz des Ortes 1924 angelegt | D-6-74-147-226 Wikidata | weitere Bilder                     |
| Nähe Lindenhainstraße (Standort)                                                                                       | Grenzstein                                             | Zwischen den Hochstiften Bamberg und Würzburg, beiderseits mit Wappen, Sandstein, bezeichnet „1587“                                                            | D-6-74-147-226 Wikidata | weitere Bilder                     |
| Nähe Lindenhainstraße (Standort)                                                                                       | Grenzstein                                             | Rundbogiger Abschluss, Sandstein, bezeichnet „HSP 1698“ | D-6-74-147-226 Wikidata | weitere Bilder                     |
| Nähe Lindenhainstraße (Standort)                                                                                       | Grenzstein                                             | Grenzstein, Sandstein, bezeichnet „H 1836“ | D-6-74-147-226 Wikidata | weitere Bilder                     |
| Nähe Lindenhainstraße (Standort)                                                                                       | Reliefstein mit Pferd                                  | Sandstein 16.–18. Jahrhundert | D-6-74-147-226 Wikidata | weitere Bilder                     |
| Nähe Lindenhainstraße (Standort)                                                                                       | Löwe als Wappenhalter                                  | Sandstein, wohl barock | D-6-74-147-226 Wikidata | weitere Bilder                     |
| Nähe Lindenhainstraße (Standort)                                                                                       | Konsolfigur                                            | In Form eines Fabelwesens, Sandstein, wohl spätmittelalterlich                                                                                                 | D-6-74-147-226 Wikidata | weitere Bilder                     |
| Nähe Lindenhainstraße (Standort)                                                                                       | Figur eines liegenden Hundes                           | Sandstein, wohl 19. Jahrhundert | D-6-74-147-226 Wikidata | weitere Bilder                     |
| Pfarrer-Kraiß-Straße 39; Pfarrer-Kraiß-Straße 37; Lindenhainstraße 1 (Standort)                                        | Katholische Pfarrkirche St. Kilian und Maria Magdalena | Saalkirche mit Satteldach, Giebelfassade, 1750, eingezogene Chor und Chorturm mit Laterne Anlage, 1736/37 von Simon Süß; mit Ausstattung                       | D-6-74-147-150 Wikidata | weitere Bilder                     |
| Pfarrer-Kraiß-Straße 39; Pfarrer-Kraiß-Straße 37; Lindenhainstraße 1 (Standort)                                        | Rest der Friedhofsmauer                                | Bruchstein- und Quadermauer aus Sandstein, Portal zwei rustizierte Pfeiler mit Aufsätzen, wohl barock, um 1730–50                                              | D-6-74-147-150 Wikidata | Rest der Friedhofsmauer            |
| Pfarrer-Kraiß-Straße 39; Pfarrer-Kraiß-Straße 37; Lindenhainstraße 1 (Standort)                                        | Friedhofskreuz                                         | Dreinageltypus auf Inschriftsockel, Sandstein, spätbarock, bezeichnet „1735“                                                                                   | D-6-74-147-150 Wikidata | Friedhofskreuz                     |
| Pfarrer-Kraiß-Straße 39; Pfarrer-Kraiß-Straße 37; Lindenhainstraße 1 (Standort)                                        | Friedhofskreuz                                         | Viernageltypus auf neuem Inschriftsockel, Sandstein, 1871 oder 1887                                                                                            | D-6-74-147-150 Wikidata | Friedhofskreuz                     |
| Steinach; an der Straße nach Haßfurt (Standort)                                                                        | Schaftbildstock                                        | Kantpfeiler auf gestuftem Sockel, Aufsatz mit Dreifaltigkeit, Beweinung und Heiligen, Sandstein, bezeichnet „1695“                                             | D-6-74-147-153 Wikidata | weitere Bilder                     |
| Steinach 1 (Standort)                                                                                                  | Wohnhaus                                               | Zweigeschossiger und giebelständiger Halbwalmdachbau mit Fachwerkobergeschoss und geohrten Rahmungen, Sandstein, 1792                                          | D-6-74-147-152 Wikidata | weitere Bilder                     |

### Mariaburghausen
| Lage | Objekt                                     | Beschreibung | Akten-Nr.               | Bild           |
| --- | ------------------------------------------ | --- | ----------------------- | -------------- |
| Mariaburghausen 1 (Standort)                                                                              | Ehemaliges Schäferhaus                     | Eingeschossiger und giebelständiger Halbwalmdachbau, 18. Jahrhundert, mit Reliefs der Heiligen Georg und Michael, zweite Hälfte 15. Jahrhundert | D-6-74-147-248 Wikidata | weitere Bilder |
| Mariaburghausen 4 (Standort)                                                                              | Katholische Kirche St. Johannes der Täufer | Ehemalige Zisterzienserinnenklosterkirche, einschiffiger Saalbau mit Nonnenchor über dreischiffiger Hallengruft, Sandsteinquaderbau mit Walmdach und Dachreiter mit Welscher Haube und Laterne, Schieferdeckung, hochgotisch, 1287–1336, im 17. Jahrhundert als Getreidespeicher umgebaut, Dachwerk und den Dachreiter vermutlich von Joseph Greissing um 1710; mit Ausstattung | D-6-74-147-154 Wikidata | weitere Bilder |
| Mariaburghausen 4 (Standort)                                                                              | Ehemaliges Klostergebäude, Westflügel      | Dreigeschossiger Walmdachbau, Quader und Bruchstein, Sandstein, um 1600, Portal mit geohrter Rahmung, Sandstein, barock, bezeichnet 1687 | D-6-74-147-154 Wikidata | weitere Bilder |
| Mariaburghausen 5 (Standort)                                                                              | Ehemaliges Klostergebäude, Ostflügel       | Auf Hakengrundriss, zweigeschossiger Walmdachbau mit Rustikaportalen und geohrten Fensterrahmungen, Sandstein, barock, bezeichnet 1654 und 1701 | D-6-74-147-154 Wikidata | weitere Bilder |
| Mariaburghausen 2; Mariaburghausen 4; Mariaburghausen 5; In Mariaburghausen; Mariaburghausen 3 (Standort) | Pferdestall                                | Eingeschossiger traufständiger Steilsatteldachbau mit gefasten Fensterrahmungen, Sandstein, wohl 15. Jahrhundert, hofseitig Ansätze spätgotischer Gewölberippen | D-6-74-147-154 Wikidata | weitere Bilder |
| Mariaburghausen 2; Mariaburghausen 4; Mariaburghausen 5; In Mariaburghausen; Mariaburghausen 3 (Standort) | Scheune                                    | Traufständiger Krüppelwalmdachbau mit Strebepfeilern, Bruchstein- und Quadermauer, Sandstein, wohl 18. Jahrhundert | D-6-74-147-154 Wikidata | weitere Bilder |
| Mariaburghausen 2; Mariaburghausen 4; Mariaburghausen 5; In Mariaburghausen; Mariaburghausen 3 (Standort) | Ehemaliger Kuhstall                        | Zweigeschossiger und traufständiger Satteldachbau, Quadermauerwerk Sandstein, zweite Hälfte 19. Jahrhundert | D-6-74-147-154 Wikidata | weitere Bilder |
| Mariaburghausen 2; Mariaburghausen 4; Mariaburghausen 5; In Mariaburghausen; Mariaburghausen 3 (Standort) | Nebengebäude                               | Eingeschossiger Walmdachbau, Sandstein, wohl 18. Jahrhundert | D-6-74-147-154 Wikidata | weitere Bilder |
| Mariaburghausen 2; Mariaburghausen 4; Mariaburghausen 5; In Mariaburghausen; Mariaburghausen 3 (Standort) | Wohnhaus                                   | Zweigeschossiger Walmdachbau, Werksteingliederungen in Sandstein, 18. Jahrhundert | D-6-74-147-154 Wikidata | weitere Bilder |
| Mariaburghausen 2; Mariaburghausen 4; Mariaburghausen 5; In Mariaburghausen; Mariaburghausen 3 (Standort) | Forstamt                                   | Zweigeschossiger Mansardwalmdachbau, wohl 18. Jahrhundert | D-6-74-147-154 Wikidata | weitere Bilder |
| Mariaburghausen 2; Mariaburghausen 4; Mariaburghausen 5; In Mariaburghausen; Mariaburghausen 3 (Standort) | Oberteil eines Bildstockes                 | Mit Kreuzschlepper, Kreuzigung und Heiligen, Sandstein, spätgotisch, um 1480 bis 1494 | D-6-74-147-154 Wikidata | BW             |
| Mariaburghausen 2; Mariaburghausen 4; Mariaburghausen 5; In Mariaburghausen; Mariaburghausen 3 (Standort) | Klostermauer                               | Bruchstein und Quadermauer in Sandstein, wohl barock | D-6-74-147-154          | weitere Bilder |

### Oberhohenried
| Lage                           | Objekt                | Beschreibung | Akten-Nr.               | Bild           |
| ------------------------------ | --------------------- | --- | ----------------------- | -------------- |
| Am Steingrund 2 (Standort)     | Hoftor                | Rustizierte Pfeiler mit Aufsätzen, Pforte mit Segmentbogensturz, Sandstein, biedermeierlich, bezeichnet „1849“                                                                       | D-6-74-147-241 Wikidata | weitere Bilder |
| Am Steingrund 3 (Standort)     | Bauernhaus            | Zweigeschossiger und traufständiger Halbwalmdachbau, Erdgeschoss mit geohrten Sandsteinrahmen, verputztem Fachwerkobergeschoss, 1827; Hoftorpfeiler                                  | D-6-74-147-245 Wikidata | weitere Bilder |
| Am Steingrund 4 (Standort)     | Bauernhaus            | Zweigeschossiger und giebelständiger Halbwalmdachbau auf Kellersockel, Fachwerkobergeschoss mit geschnitzten Eckpfosten und profilierten Rahmungen, 1775                             | D-6-74-147-160 Wikidata | weitere Bilder |
| Am Steingrund 4 (Standort)     | Hoftor                | Rustizierte Pfeiler, Fußgängerpforte mit Segmentbogen, Sandstein, 18. Jahrhundert | D-6-74-147-160          | weitere Bilder |
| Am Steingrund 5 (Standort)     | Ehemaliges Rathaus    | Zweigeschossiger Walmdachbau mit Fachwerkobergeschoss und Dachreiter, frühes 18. Jahrhundert                                                                                         | D-6-74-147-161 Wikidata | weitere Bilder |
| Am Steingrund 13 (Standort)    | Scheune               | Fachwerkbau mit Halbwalmdach, bezeichnet 1783 | D-6-74-147-244 Wikidata | weitere Bilder |
| Am Steingrund 15 (Standort)    | Ehemaliges Bauernhaus | Zweigeschossiger und giebelständiger Halbwalmdachbau mit Fußwalm, Erdgeschoss Sandsteinquader, Fachwerkobergeschoss mit geschnitzten Ecksäulen und geohrten Fensterrahmen, bez. 1774 | D-6-74-147-162 Wikidata | weitere Bilder |
| Am Steingrund 15 (Standort)    | Scheune               | 2. Hälfte 18. Jh. | D-6-74-147-162 Wikidata | BW             |
| Haßfurter Straße 6 (Standort)  | Hoftor                | Rundbogige Pforte mit Kartusche, Reste des Durchfahrtsbogens mit Spiegelquadern, Sandstein, bezeichnet „1723“                                                                        | D-6-74-147-243 Wikidata | weitere Bilder |
| Haßfurter Straße 9 (Standort)  | Wohnhaus              | Zweigeschossiger Mansardwalmdachbau, Erdgeschoss Sandsteinquader, Fachwerkobergeschoss mit geschnitzten Eckpfosten und geohrten Fensterrahmen, bezeichnet „1773“                     | D-6-74-147-163 Wikidata | weitere Bilder |
| Haßfurter Straße 10 (Standort) | Hoftor                | Rustizierte Pfeiler, Fußgängerpforte mit segmentbogigem Sturz, Sandstein, biedermeierlich, bezeichnet „1846“                                                                         | D-6-74-147-242 Wikidata | weitere Bilder |
| Haßfurter Straße 13 (Standort) | Hoftoranlage          | Historistisch, bezeichnet „1885“ | D-6-74-147-240 Wikidata | Hoftoranlage   |

### Prappach
| Lage                                                                           | Objekt                              | Beschreibung | Akten-Nr.               | Bild            |
| ------------------------------------------------------------------------------ | ----------------------------------- | --- | ----------------------- | --------------- |
| Altenberg, auf dem Wachthügel (Standort)                                       | Flurkreuz                           | Viernageltypus auf Inschriftsockel, Sandstein, um 1920–25 als Kriegsheimkehrerkreuz errichtet | D-6-74-147-171 Wikidata | weitere Bilder  |
| Kalm, an der Straße nach Königsberg (Standort)                                 | Wegkreuz                            | Viernageltypus auf Inschriftsockel, Sandstein, 1611, bezeichnet „1907“ | D-6-74-147-170 Wikidata | Wegkreuz        |
| Kaulberg 10 (Standort)                                                         | Ehemaliges Bauernhaus               | Zweigeschossiger und giebelständiger Satteldachbau auf hohem Kellersockel, mit Fachwerkobergeschoss und geohrten Fensterrahmungen, 18./19. Jahrhundert mit älterem Kern, bezeichnet „1600“                                                                  | D-6-74-147-238 Wikidata | weitere Bilder  |
| Kaulberg 10 (Standort)                                                         | Hoftor                              | Pfosten mit gekehlter Deckplatte, Sandstein, 19. Jahrhundert | D-6-74-147-238 Wikidata | weitere Bilder  |
| Kurze Lehen; an der Straße nach Haßfurt (Standort)                             | Säulenbildstock                     | Gedrehter Schaft auf Inschriftsockel, Aufsatz mit Dreifaltigkeitsbild, Sandstein, neugotisch, 1876 von Bernhard Thein | D-6-74-147-174 Wikidata | Säulenbildstock |
| Prappacher Straße; Ecke Löwenthal (Standort)                                   | Figur der Maria Himmelkönigin       | Sandstein, um 1800, Sockel 1952 | D-6-74-147-239 Wikidata | weitere Bilder  |
| Prappacher Straße; an der Dorfstraße nahe Ortsende Richtung Haßfurt (Standort) | Säulenbildstock                     | Aufsatz mit Kreuz und Inschrift, Sandstein, bezeichnet „1664“, Sockel zweite Hälfte 19. Jahrhundert | D-6-74-147-168 Wikidata | weitere Bilder  |
| Prappacher Straße 6 (Standort)                                                 | Hofportal und -pforte               | Ende 19. Jahrhundert | D-6-74-147-234 Wikidata | weitere Bilder  |
| Prappacher Straße 17 (Standort)                                                | Ehemaliges Bauernhaus               | Zweigeschossiger und giebelständiger Halbwalmdachbau mit Fachwerkobergeschoss und geohrten Rahmungen, Sandstein, Ende 18. Jahrhundert | D-6-74-147-228 Wikidata | weitere Bilder  |
| Prappacher Straße 32 (Standort)                                                | Ehemaliges Bauernhaus               | Eingeschossiger und giebelständiger Satteldachbau mit geohrten Fensterrahmen, Sandstein, um 1800 | D-6-74-147-235 Wikidata | weitere Bilder  |
| Prappacher Straße 43 (Standort)                                                | Ehemaliges Wohnstallhaus            | Eingeschossiger und giebelständiger Satteldachbau mit Fachwerkgiebel und Eckpilastern, Sandsteinquader, Fachwerk um 1700, Erdgeschoss Ende 19. Jahrhundert erneuert                                                                                         | D-6-74-147-227 Wikidata | weitere Bilder  |
| Rappberg, am Weg nach Sechsthal (Standort)                                     | Kreuzschlepper auf Inschriftsockel  | Sandstein, klassizistisch, um 1820/30, um 1900 erneuert | D-6-74-147-172 Wikidata | weitere Bilder  |
| Rappberg, am Feldweg nach Krum (Standort)                                      | Altarbildstock                      | Aufsatz mit 14 Nothelfern auf Mensa, Sandstein, Rokoko, um 1770 | D-6-74-147-173 Wikidata | weitere Bilder  |
| Wachthügelstraße (Standort)                                                    | Wegkreuz                            | Dreinageltypus auf Inschriftsockel, Sandstein, bezeichnet „1775“, erneuert 1889, 1917, 2006, Korpus erneuert 1951 | D-6-74-147-167 Wikidata | Wegkreuz        |
| Wachthügelstraße 8 (Standort)                                                  | Katholische Pfarrkirche St. Michael | Saalbau mit Satteldach, eingezogenem Chor und dreigeschossigem Turm mit welscher Haube, Giebelfassade, mit Werksteingliederungen in Sandstein, spätgotisch und spätbarock, 15.–18. Jahrhundert; mit Ausstattung                                             | D-6-74-147-165 Wikidata | weitere Bilder  |
| Wachthügelstraße 8 (Standort)                                                  | Teile der Kirchhofbefestigung       | Bruchstein- und Quadermauer, Sandstein, mit zwei Schalentürmen, mittelalterlich | D-6-74-147-165 Wikidata | weitere Bilder  |
| Wachthügelstraße 8 (Standort)                                                  | Grabstein des Häcker                | Reliefplatte mit Figur und Umschrift, Sandstein, spätgotisch, wohl 1502 | D-6-74-147-165 Wikidata | weitere Bilder  |
| Wachthügelstraße 8 (Standort)                                                  | Grundstein der Markus-Kapelle       | Sandstein, spätgotisch, 1512, mit Gedächtnistafel, Kalkstein, 1879 | D-6-74-147-165 Wikidata | weitere Bilder  |
| Wachthügelstraße 8 (Standort)                                                  | Friedhofskreuz                      | Viernageltypus auf Inschriftsockel, Sandstein, 1859 | D-6-74-147-165 Wikidata | weitere Bilder  |
| Wachthügelstraße 9 (Standort)                                                  | Bauernhof                           | Dreiseitige Anlage mit Bauernhaus, zweigeschossiger und giebelständiger Halbwalmdachbau mit Fachwerkobergeschoss und profilierten Rahmungen, Sandstein, spätbarock, Mitte 18. Jahrhundert; mit Ausstattung (unter anderem Keramikofen des 18. Jahrhunderts) | D-6-74-147-229 Wikidata | weitere Bilder  |
| Wachthügelstraße 9 (Standort)                                                  | Scheune                             | Traufständiger Satteldachbau, Fachwerk auf Quadersockel, Sandstein, Mitte 18. Jahrhundert | D-6-74-147-229 Wikidata | weitere Bilder  |
| Wachthügelstraße 9 (Standort)                                                  | Hoftor                              | Pfeiler mit Aufsätzen, Fußgängerpforte mit Profilsturz, Sandstein, spätbarock, Mitte 18. Jahrhundert | D-6-74-147-229 Wikidata | weitere Bilder  |
| Wachthügelstraße 10 (Standort)                                                 | Ehemaliges Gemeinde- und Schulhaus  | Zweigeschossiger Walmdachbau, Sandsteinquader, klassizistisch, um 1845 | D-6-74-147-236 Wikidata | weitere Bilder  |
| Wachthügelstraße 11 (Standort)                                                 | Wohnhaus                            | Zweigeschossiger und giebelständiger Satteldachbau mit Giebelfassade, klassizistisch, um 1780 | D-6-74-147-166 Wikidata | weitere Bilder  |
| Wachthügelstraße 13, am Weg nach Krum (Standort)                               | Tabernakelbildstock                 | Mit kannelierten Säulen und Kreuzschlepper, Sandstein, neuklassizistisch, 1909 | D-6-74-147-169 Wikidata | weitere Bilder  |
| Wachthügelstraße 14 (Standort)                                                 | Bauernhaus                          | Eingeschossiger und traufständiger Halbwalmdachbau, Fensterrahmen mit geschwungenen Stürzen, Sandsteinquader, Ende 18. Jahrhundert | D-6-74-147-237 Wikidata | weitere Bilder  |

### Sailershausen
| Lage                                                      | Objekt                                  | Beschreibung | Akten-Nr.               | Bild                                    |
| --------------------------------------------------------- | --------------------------------------- | --- | ----------------------- | --------------------------------------- |
| Forstmeisterweg 1 (Standort)                              | Forstamt                                | Zweigeschossiger und traufständiger Satteldachbau mit Werksteingliederungen in Sandstein und Schieferdeckung, zweite Hälfte 19. Jahrhundert; zugehörige Scheune | D-6-74-147-177 Wikidata | Forstamt                                |
| Hollergasse; Seeweg; Steinhügel; Zum Gründlein (Standort) | Pietà                                   | Um 1820/1850; in moderner Wegkapelle | D-6-74-147-182 Wikidata | Pietà                                   |
| Kirchenschlag 11 (Standort)                               | Katholische Filialkirche St. Laurentius | Saalbau mit eingezogenem Chor, Satteldach und Dachreiter, Chordach mit Schieferdeckung, um 1600, erweitert 1968; mit Ausstattung                                | D-6-74-147-175 Wikidata | weitere Bilder                          |
| Kirchenschlag 11 (Standort)                               | Friedhofskreuz                          | Dreinageltypus auf Inschriftsockel, Sandstein, 1857 | D-6-74-147-178 Wikidata | Friedhofskreuz                          |
| Kreisstraße HAS 8, Richtung Haßfurt (Standort)            | Säulenbildstock auf gespiegeltem Sockel | Aufsatz mit Kreuzigung und den Heiligen Anna und Achatius, Sandstein, barock, um 1700/1730                                                                      | D-6-74-147-183 Wikidata | Säulenbildstock auf gespiegeltem Sockel |
| Kreisstraße HAS 8, Richtung Haßfurt (Standort)            | Wegkreuz                                | Dreinageltypus auf Inschriftsockel, Sandstein, neugotisch, 1876                                                                                                 | D-6-74-147-181 Wikidata | Wegkreuz                                |
| Steinhügel; am Weg nach Wülflingen (Standort)             | Bildstock                               | Kantpfeiler auf Inschriftsockel, Aufsatz mit Metallreliefs, Christus mit Kreuz und Beweinung, neubarock, Sandstein, um 1925/1930                                | D-6-74-147-180 Wikidata | weitere Bilder                          |
| Zum Gründlein 1 (Standort)                                | Wegkreuz                                | Dreinageltypus auf Inschriftsockel, Sandstein, 1882 | D-6-74-147-179 Wikidata | Wegkreuz                                |
| Zum Gründlein 3 (Standort)                                | Bauernhaus                              | Zweigeschossiger und giebelständiger Sattelbau, Rundbogenstil, wohl drittes Viertel 19. Jahrhundert                                                             | D-6-74-147-176 Wikidata | Bauernhaus                              |

### Sylbach
| Lage                        | Objekt                                  | Beschreibung | Akten-Nr.               | Bild           |
| --------------------------- | --------------------------------------- | --- | ----------------------- | -------------- |
| Mordstein (Standort)        | Steinkreuz, genannt Sylbacher Mordstein | Lateinische Form mit Relief, Arme fehlen, Sandstein, 14./15. Jahrhundert                                                                                        | D-6-74-147-186 Wikidata | weitere Bilder |
| Mühlenstraße 20 (Standort)  | Hammerschmiedsmühle                     | Zweigeschossiger und traufständiger Halbwalmdachbau, um 1800, mit späteren Veränderungen; Geburtshaus des Würzburger Weihbischofs Gregor von Zirkel (1762–1817) | D-6-74-147-230 Wikidata | weitere Bilder |
| Mühlenstraße 20 (Standort)  | Scheune                                 | Giebelständiger Halbwalmdachbau, Fachwerk und Sandsteinquader, um 1800                                                                                          | D-6-74-147-230 Wikidata | Scheune        |
| Nähe Kirchstraße (Standort) | Friedhofskreuz                          | Dreinageltypus auf Inschriftsockel, Sandstein, um 1860/70 | D-6-74-147-185 Wikidata | weitere Bilder |
| Pointstraße 35 (Standort)   | Wegkreuz                                | Dreinageltypus auf Inschriftsockel, Sandstein, bezeichnet „1875“, renoviert 1903                                                                                | D-6-74-147-187 Wikidata | Wegkreuz       |
| Talstraße 27 (Standort)     | Ehemaliges Rathaus                      | Zweigeschossiger und giebelständiger Halbwalmdachbau mit Fachwerkobergeschoss, bezeichnet „1598“                                                                | D-6-74-147-184 Wikidata | weitere Bilder |

### Uchenhofen
| Lage                                                   | Objekt                                    | Beschreibung | Akten-Nr.               | Bild           |
| ------------------------------------------------------ | ----------------------------------------- | --- | ----------------------- | -------------- |
| Appelsgasse 2 (Standort)                               | Wohnhaus                                  | Fachwerkbau mit Frackdach in Ecklage, bezeichnet „1731“ | D-6-74-147-188 Wikidata | weitere Bilder |
| Appelsgasse 3 (Standort)                               | Wohnhaus                                  | Eingeschossiger und giebelständiger Halbwalmdachbau mit Fachwerkgiebel, 18. Jahrhundert                                                                            | D-6-74-147-189 Wikidata | weitere Bilder |
| Brauhausstraße 2 (Standort)                            | Wohnhaus                                  | Zweigeschossiger und giebelständiger Halbwalmdachbau mit Fachwerkobergeschoss und Hoflaube, 19. Jahrhundert                                                        | D-6-74-147-190 Wikidata | weitere Bilder |
| Brauhausstraße 5 (Standort)                            | Wohnhaus                                  | Eingeschossiger und giebelständiger Fachwerkbau mit Satteldach und segmentbogig überdachter Fußgängerpforte, bezeichnet „1861“                                     | D-6-74-147-191 Wikidata | weitere Bilder |
| Brauhausstraße 6 (Standort)                            | Ehemaliges Rathaus                        | Zweigeschossiger verputzter Walmdachbau mit Fachwerkobergeschoss, Mitte 18. Jahrhundert                                                                            | D-6-74-147-231 Wikidata | weitere Bilder |
| Denkmalstraße 4 (Standort)                             | Bauernhaus                                | Giebelständiger Frackdachbau mit Fachwerkgiebel und geohrten Rahmungen, 1829, Kellertür mit klassizistischem Rahmen, bezeichnet „1854“                             | D-6-74-147-192 Wikidata | weitere Bilder |
| Denkmalstraße 4 (Standort)                             | Hofportal                                 | Pfeiler mit Vasenaufsätzen, Sandstein, klassizistisch, erste Hälfte 19. Jahrhundert                                                                                | D-6-74-147-192 Wikidata | weitere Bilder |
| Denkmalstraße 7 (Standort)                             | Evangelisch-lutherische Kirche St. Martin | Saalbau mit Satteldach, Chorturm und geohrten Rahmungen, Sandstein, barock, 17. Jahrhundert, nach Kriegszerstörung ab 1947 wiederaufgebaut                         | D-6-74-147-193 Wikidata | weitere Bilder |
| Denkmalstraße 11 (Standort)                            | Wohnhaus                                  | Eingeschossiger und giebelständiger Fachwerkbau mit Satteldach, 1824                                                                                               | D-6-74-147-194 Wikidata | weitere Bilder |
| Fählersgasse 4 (Standort)                              | Bauernhaus                                | Eingeschossiger und giebelständiger Halbwalmdachbau mit Fußwalm und Fachwerkgiebel, 18./19. Jahrhundert                                                            | D-6-74-147-195 Wikidata | weitere Bilder |
| Reinhardsgasse 3 (Standort)                            | Wohnhaus                                  | Eingeschossiger und traufständiger Fachwerkbau mit Satteldach, 18. Jahrhundert                                                                                     | D-6-74-147-196 Wikidata | weitere Bilder |
| Nähe Schwappachergasse; Schwappachergasse 1 (Standort) | Bauernhof, Bauernhaus                     | Eingeschossiger und giebelständiger Satteldachbau mit Zwerchhaus und Zwerchlaube, Fachwerk, zur Straße versteinert, Keller mit Satteldachvorbau, bezeichnet „1727“ | D-6-74-147-197 Wikidata | weitere Bilder |
| Nähe Schwappachergasse; Schwappachergasse 1 (Standort) | Ehemaliges Austragshaus                   | Eingeschossiger und giebelständiger Fachwerkbau mit Frackdach, bezeichnet „1810“                                                                                   | D-6-74-147-197 Wikidata | weitere Bilder |
| Nähe Schwappachergasse; Schwappachergasse 1 (Standort) | Hoftor                                    | Pfeiler mit Segmentbogensturz und Kartusche, Sandstein, Zopfstil, bezeichnet „1828“                                                                                | D-6-74-147-197 Wikidata | weitere Bilder |
| Schwappachergasse 6 (Standort)                         | Bauernhaus                                | Eingeschossiger und giebelständiger Satteldachbau mit Fachwerkgiebel, 1768                                                                                         | D-6-74-147-198 Wikidata | weitere Bilder |
| Schwappachergasse 6 (Standort)                         | Hofeinfahrt                               | Rustizierte Pfeiler, Fußgängerpforte mit Segmentbogensturz, Sandstein, spätbarock, modern bezeichnet „1767“                                                        | D-6-74-147-198 Wikidata | weitere Bilder |
| Schwappachergasse 8 (Standort)                         | Wohnhaus                                  | Eingeschossiger und giebelständiger Frackdachbau, Fachwerk auf Kellersockel, bezeichnet „1832“                                                                     | D-6-74-147-199 Wikidata | weitere Bilder |
| Kr HAS 5 (Standort)                                    | Gedenkstein                               | Stele in Form eines Kreuzes mit sehr knappen Armen, Relief, 1951(?)                                                                                                | D-6-74-147-317          | Gedenkstein    |

### Unterhohenried
| Lage                                                                       | Objekt                                          | Beschreibung | Akten-Nr.               | Bild                       |
| -------------------------------------------------------------------------- | ----------------------------------------------- | --- | ----------------------- | -------------------------- |
| Am Mühlbach 3 (Standort)                                                   | Scheune                                         | Umfassungsmauer der ehemaligen Schlosskapelle, giebelständiger Satteldachbau mit Pforte und Wappenstein, Sandsteinquader, zweite Hälfte 16. Jahrhundert | D-6-74-147-201 Wikidata | weitere Bilder             |
| Vor Dorfstraße 32 (Standort)                                               | Tabernakelbildstock                             | Gehäuse auf Inschriftsockel mit Rocaille, Rückwand mit Beweinung unter Segmentbogendach mit Figurenaufsatz, Sandstein, Rokoko 1765                      | D-6-74-147-205 Wikidata | weitere Bilder             |
| Dorfstraße 2 (Standort)                                                    | Evangelisch-lutherische Pfarrkirche St. Michael | Saalkirche mit Satteldach und Chorturm, spätgotisch, 15. Jahrhundert, Langhaus mit Werksteingliederungen, im 18. Jahrhundert verändert; mit Ausstattung | D-6-74-147-200 Wikidata | weitere Bilder             |
| Dorfstraße 2 (Standort)                                                    | Kirchhofmauer                                   | Quader und Bruchstein, Sandstein, wohl 18. Jahrhundert                                                                                                  | D-6-74-147-200 Wikidata | Kirchhofmauer              |
| Dorfstraße 11 (Standort)                                                   | Katholische Pfarrkirche St. Johannes der Täufer | Zentralanlage mit Kegeldach, Säulenportikus und Chorturm, klassizistisch, von Peter Speeth, 1816–17; mit Ausstattung                                    | D-6-74-147-202 Wikidata | weitere Bilder             |
| Dorfstraße 27 (Standort)                                                   | Madonnen-Statue über Mensa                      | Sandstein, neugotisch, um 1870/1880 | D-6-74-147-204 Wikidata | Madonnen-Statue über Mensa |
| Dorfstraße 27 (Standort)                                                   | Wegkapelle                                      | Offenes Gehäuse auf Volutenmensa, Sandstein, klassizistisch, um 1820/30                                                                                 | D-6-74-147-203 Wikidata | weitere Bilder             |
| Holzhäuser Weg (Standort)                                                  | Friedhofskapelle                                | Satteldachbau mit Dachreiter, Quaderbau mit Werksteingliederungen, Sandstein, 1897                                                                      | D-6-74-147-206 Wikidata | weitere Bilder             |
| Holzhäuser Weg (Standort)                                                  | Friedhofskreuz                                  | Dreinageltypus auf Inschriftsockel, Sandstein, bezeichnet „1844“                                                                                        | D-6-74-147-206 Wikidata | Friedhofskreuz             |
| Holzhäuser Weg (Standort)                                                  | 14 Kreuzwegstationen                            | Offene Gehäuse mit Kreuzaufsatz, Rückwand mit Terracotta-Reliefs, Sandstein, neugotisch 1886                                                            | D-6-74-147-206 Wikidata | weitere Bilder             |
| Michelried; auf einer Anhöhe östlich der Straße Haßfurt–Hofheim (Standort) | Flurkreuz                                       | Dreinageltypus auf Inschriftsockel, Sandstein, 1905 | D-6-74-147-207 Wikidata | Flurkreuz                  |
| Morgenhell; nordwestlich des Dorfes (Standort)                             | Wegkreuz                                        | Viernageltypus auf Inschriftsockel, Sandstein, neugotisch, bezeichnet „1874“                                                                            | D-6-74-147-210 Wikidata | Wegkreuz                   |
| Ecke Dorfstraße / Am Kreuz (Standort)                                      | Wegkreuz                                        | Dreinageltypus auf Inschriftsockel, Sandstein, bezeichnet „1879“                                                                                        | D-6-74-147-208 Wikidata | Wegkreuz                   |

### Wülflingen
| Lage                                                                     | Objekt                                | Beschreibung | Akten-Nr.               | Bild                |
| ------------------------------------------------------------------------ | ------------------------------------- | --- | ----------------------- | ------------------- |
| Buchleite (Standort)                                                     | Bildstock                             | Pfeiler in Balusterform auf Inschriftsockel, Aufsatz mit Beweinung und Heiligen, Sandstein, spätklassizistisch, 1872; nordwestlich des Dorfes                                             | D-6-74-147-221 Wikidata | Bildstock           |
| Östlich des Dorfes, in neuer Hangmauer an der Bundesstraße 26 (Standort) | Bildstockreliefplatte                 | Segmentbogig mit Kreuzigung, Sandstein, um 1810/20 | D-6-74-147-220 Wikidata | weitere Bilder      |
| Gleißnergasse (Standort)                                                 | Bildstock 14 Nothelfer                | Ornamentierter Schaft auf Mensa, Aufsatz mit Nothelfer-Relief und Volutenspangen, Sandstein, barockisierender Klassizismus, um 1850, erneuert 1955/56                                     | D-6-74-147-211 Wikidata | weitere Bilder      |
| Mainblick 5 (Standort)                                                   | Katholische Filialkirche St. Leonhard | Saalbau mit Walmdach, eingezogenem Chor und Flankenturm, Werksteingliederungen in Sandstein, Turm und Sakristei spätgotisch, Langhaus barock, 1695/96; mit Ausstattung                    | D-6-74-147-212 Wikidata | weitere Bilder      |
| Mainblick 5 (Standort)                                                   | Friedhofskreuz                        | Dreinageltypus auf Inschriftsockel, Sandstein, 1882 | D-6-74-147-218 Wikidata | Friedhofskreuz      |
| Schöplesleite, am Feldweg nach Sailershausen (Standort)                  | Wegkreuz                              | Dreinageltypus auf Inschriftsockel, Sandstein, neugotisch, bezeichnet „1863“ | D-6-74-147-219 Wikidata | Wegkreuz            |
| Wässernachstraße 5 (Standort)                                            | Wohnhaus                              | Zweigeschossiger und giebelständiger Satteldachbau mit Fachwerkobergeschoss, bezeichnet „1698“, Erdgeschoss mit Eckpilastern in Sandstein 1830/50 erneuert                                | D-6-74-147-213 Wikidata | Wohnhaus            |
| Wässernachstraße 7 (Standort)                                            | Wohnhaus                              | Zweigeschossiger und giebelständiger Satteldachbau mit Fachwerkobergeschoss, im Innern Stuckdecke, Ende 17. Jahrhundert, Erdgeschoss mit Werksteingliederungen in Sandstein 1848 erneuert | D-6-74-147-214 Wikidata | Wohnhaus            |
| Wässernachstraße 9 (Standort)                                            | Tabernakelbildstock                   | Im Mauerverband, Marienfigur unter Segmentbogendach auf Kantpfeilern, Spätrokoko, um 1810/30                                                                                              | D-6-74-147-215 Wikidata | Tabernakelbildstock |
| Wässernachstraße 23 (Standort)                                           | Marienfigur                           | Muttergottes mit Kind, Sandstein, spätbarock, 1741 | D-6-74-147-217 Wikidata | Marienfigur         |

## Ehemalige Baudenkmäler
In diesem Abschnitt sind Objekte aufgeführt, die früher einmal in der Denkmalliste eingetragen waren, jetzt aber nicht mehr. Objekte, die in anderem Zusammenhang – also z. B. als Teil eines Baudenkmals – weiter eingetragen sind, sollen hier nicht aufgeführt werden. Aktennummern in diesem Abschnitt sind ehemalige, jetzt nicht mehr gültige Aktennummern.

| Lage                              | Objekt                  | Beschreibung | Akten-Nr.              | Bild           |
| --------------------------------- | ----------------------- | --- | ---------------------- | -------------- |
| Haßfurt Pfarrgasse 2 (Standort)   | Schulgebäude            | 1868 |                        | BW             |
| Haßfurt Hauptstraße 13 (Standort) | Wohn- und Geschäftshaus | Zweigeschossiger und giebelständiger Halbwalmdachbau mit Fachwerkobergeschoss, 18. Jahrhundert; wohl ehemals Nebengebäude von Nr. 15 | D-6-74-147-31 Wikidata | weitere Bilder |

## Abgegangene Baudenkmäler
In diesem Abschnitt sind Objekte aufgeführt, die früher einmal in der Denkmalliste eingetragen waren, jetzt aber nicht mehr existieren, z. B. weil sie abgebrochen wurden. Aktennummern in diesem Abschnitt sind ehemalige, jetzt nicht mehr gültige Aktennummern.

| Lage                                                           | Objekt                                                        | Beschreibung | Akten-Nr.               | Bild                                        |
| -------------------------------------------------------------- | ------------------------------------------------------------- | --- | ----------------------- | ------------------------------------------- |
| Haßfurt Fuchsgasse 11 (Standort)                               | Spätbarockes Wohnhaus                                         | 18./19. Jahrhundert |                         | BW                                          |
| Haßfurt Fuchsgasse 13 (Standort)                               | Fachwerkhaus                                                  | 18. Jahrhundert |                         | BW                                          |
| Haßfurt Hauptstraße 7 (Standort)                               | Traufseitiges Fachwerkhaus                                    | Wohl 18. Jahrhundert |                         | BW                                          |
| Haßfurt Hauptstraße 11 (Standort)                              | Traufseithaus                                                 | Fachwerkobergeschoss, 18. Jahrhundert |                         | BW                                          |
| Haßfurt Hauptstraße 11 (Standort)                              | Klassizistisches Wirtshausschild                              | Weißes Rößl |                         | BW                                          |
| Haßfurt Hauptstraße 70 (Standort)                              | Wohnhaus                                                      | Mit Fachwerkobergeschoss, 18. Jahrhundert |                         | BW                                          |
| Haßfurt Hauptstraße 72 (Standort)                              | Wohnhaus                                                      | Mit verputztem Fachwerkobergeschoss, 18. Jahrhundert |                         | BW                                          |
| Haßfurt Hauptstraße 75, 77 (Standort)                          | Zugehörig Hiernickel Bräu                                     | Gebäude mit zwei spätbarocken Geschossen und reichem Portal von 1799 |                         | BW                                          |
| Haßfurt Schweinfurter Straße (Standort)                        | Christus an der Geißelsäule, sogenannter Heiland auf der Wies | Postament mit Inschriften, darauf Baluster mit der Christusfigur (Arme in Holz ergänzt), Sandstein, bezeichnet „1755“ | D-6-74-147-320 Wikidata | BW                                          |
| Haßfurt Wildbad 4 (Standort)                                   | Ehemalige Mühle                                               | Mansarddachbau, 18. Jahrhundert |                         | BW                                          |
| Haßfurt Zwerchmainstraße 4 (Standort)                          | Wohnhaus                                                      | Mit vorkragendem Obergeschoss und Torbogen, 18. Jahrhundert, Keilstein des Torbogens mit Heiligem Michael |                         | BW                                          |
| Prappach Wachthügelstraße; an der Treppe zur Kirche (Standort) | Kapitell und Aufsatz eines Säulenbildstocks                   | Mit Kreuzigung, Pietà und Heiligem Sebastian, bezeichnet 1702 In den 1990er Jahren weitgehend zerstört; Reste später im Bauhof eingelagert. Im Jahr 2025 wurde eine Rekonstruktion des Königsberger Bildhauers Petro Schiller aufgestellt, die auf dem nebenstehenden Bild zu sehen ist. | D-6-74-147-246 Wikidata | Kapitell und Aufsatz eines Säulenbildstocks |
| Unterhohenried Dorfstraße; Ecke Am Kreuz ()                    | Schaftbildstock                                               | 1822 | D-6-74-147-209 Wikidata |                                             |